# Toni-Lluís Reyes i Duran
Toni-Lluís Reyes i Duran (Manacor, Mallorca, 1985) és un actor mallorquí.

## Biografia
Va néixer l'any 1985 a Manacor (Mallorca), on va residir fins als 18 anys. Durant aquesta època ja va participar a bona part dels esdeveniments culturals de la seva ciutat, sobretot a la Mostra de Teatre Escolar. Des de llavors, i sense deixar de desvincular-se de la seva ciutat natal, ha viscut a Barcelona, Palma i Cardiff (Gal·les). Va ser durant aquests anys que es va llicenciar en Filologia Catalana i en Art Dramàtic. Amb la seva companyia de teatre, Tau Teatre, ha realitzat més de deu muntatges, alguns d'ells guardonats amb els Premis Buero de Teatre Jove i Art Jove. La seva carrera professional va començar només un mes després d'acabar Art Dramàtic, l'agost de l'any 2011, amb un paper secundari a la sèrie L'anell per a la televisió autonòmica de les Illes Balears (IB3). D'ençà fa un any, està treballant a la sèrie La Riera de TVC en un paper secundari.
Durant el període 2018-2019 ha adaptat a la televisió la novel·la Amor de Cans de l'escriptora manacorina Maria Antònia Oliver, emesa a IB3 Televisió, on també hi participa com a actor a la segona temporada.

## Obres
- 2018-2019. Adaptació de la novel·la Amor de Cans (Maria Antònia Oliver) per a IB3
- 2015. Antoni Lluís Reyes guanya el premi Micalet de teatre.[3]
- 2013-2012. La Riera de Produccions de Televisió de Catalunya. Personatge fix (Òscar Ruiz Serrano) de la 4a i 5a temporada. Dir: Esteve Rovira.
- 2011-2012. L'Anell de la productora Nova Televisió emesa per IB3 TV (Televisió Autonòmica de les Illes Balears). Personatge fix (Blai), 62 capítols. Dir: Humberto Miró.
- 2013 Curtmetratge JyJ de Juan Carlos Cobos
- 2012. Curtmetratge Amets d'Irantzu Zugarrondo.
- 2012. Curtmetratge Preguntas de Santiago Alejandro Vinci.
- 2011. Curtmetratge Tallar arrels de Jaume Fiol.
- 2010. Curtmetratge Que tienen las lavadoras contra los calcetines de Yasmina Gonzalez.

## Premis i reconeixements
- 2017. Premi Ciutat de Manacor de Teatre, Jaume Vidal Alcover, per l'obra Nandi.[4]